# Middlesbrough (estação ferroviária)
Middlesbrough é uma estação ferroviária na cidade de Middlesbrough, North Yorkshire, Inglaterra, que atende aos serviços das linhas Durham Coast Line, Esk Valley Line e Tees Valley Line. É de propriedade da Network Rail e gerenciada pela TransPennine Express.
De acordo com as estatísticas do Office of Rail and Road, a estação ferroviária de Middlesbrough é a quarta mais movimentada da região Nordeste da Inglaterra, com 1.210.906 entradas e saídas totais no período 2021–22.

## História

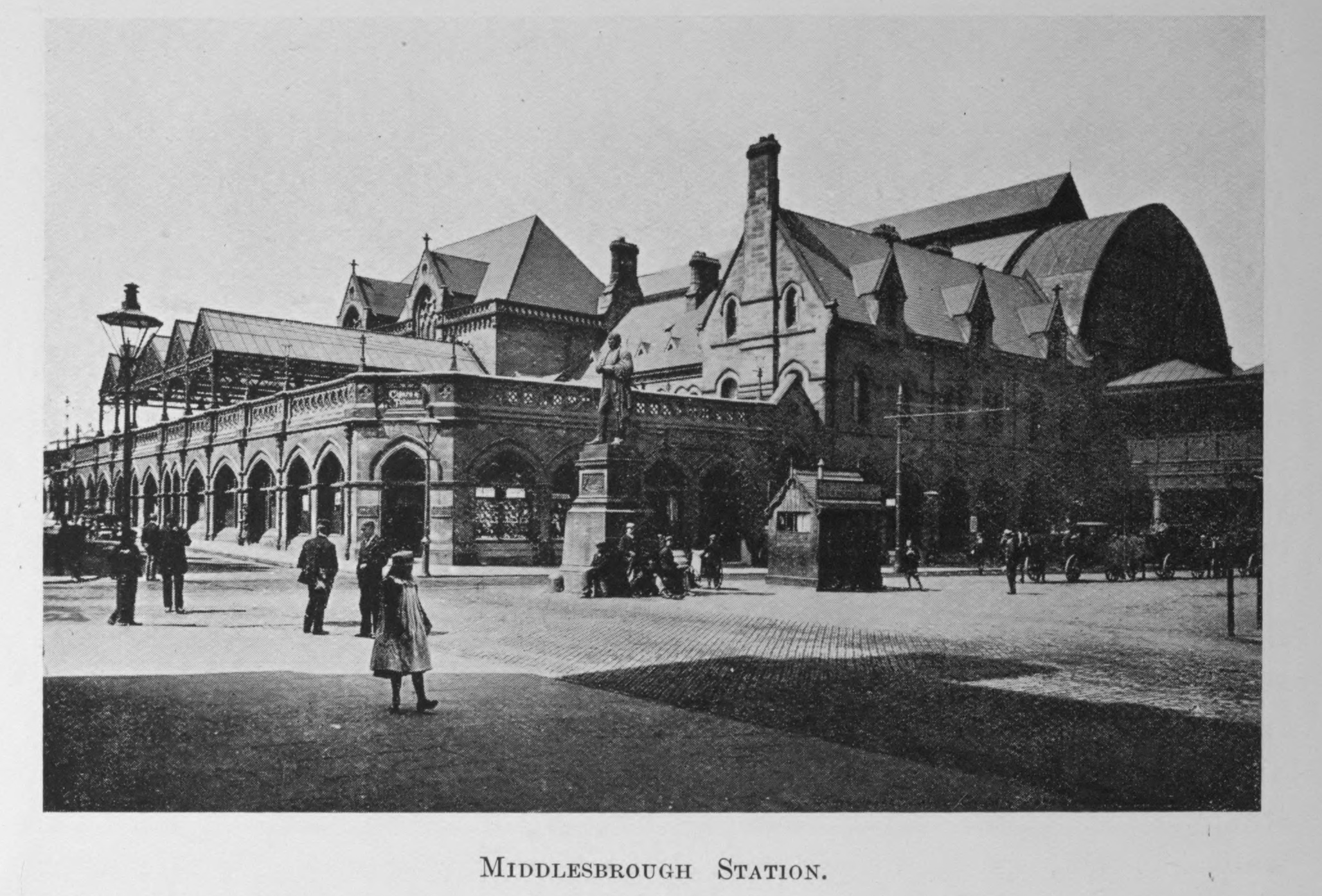
A Estação Middlesbrough, vista na virada do século XX

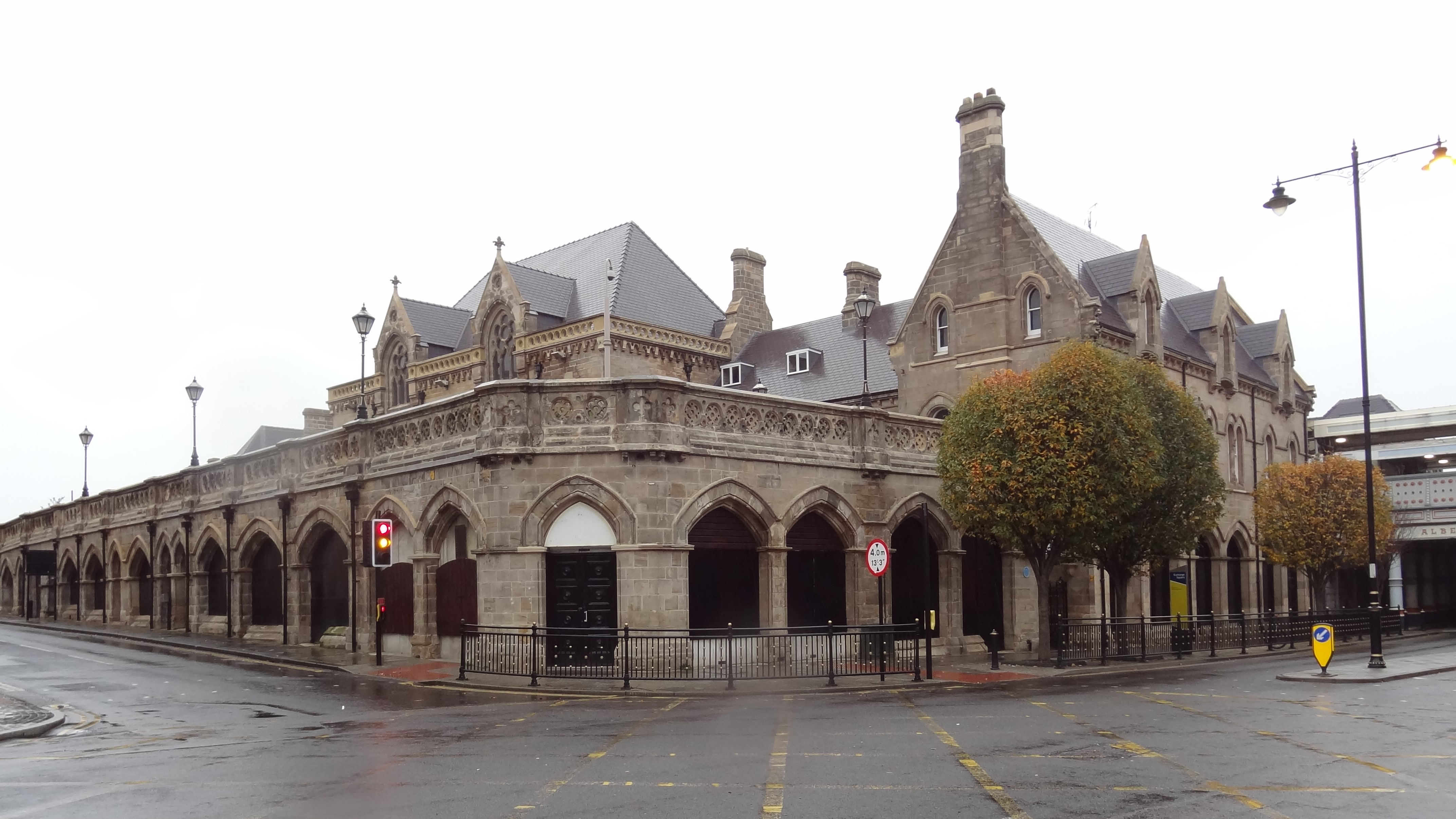
A mesma estação na década de 2010

A primeira linha ferroviária na área foi aberta em dezembro de 1830, como uma extensão da Stockton and Darlington Railway (S&DR), para se conectar com o porto da (então nova) cidade de Middlesbrough. Da abertura da linha até 1837, os passageiros eram servidos por um barracão de madeira no caminho para as minas de carvão ribeirinhas. A linha foi estendida para um novo ponto de transferência ao longo da Commercial Street em 1837, com uma nova estação sendo construída dois anos depois. Esta estação nova e mais substancial foi inaugurada pelo S&DR em 1839.
Em junho de 1846, um ramal que se estendia para o leste da S&DR em direção a Redcar foi aberto pela Middlesbrough and Redcar Railway. Situada no ramal da Redcar no extremo sul de Middlesbrough, uma nova estação de passageiros foi projetada por John Middleton, sendo inaugurada em 26 de julho de 1847. Como a cidade se expandiu rapidamente para o sul durante a segunda metade do século XIX, a estação não conseguiu lidar com o aumento do tráfego. Devido seu projeto não permitir expansão, ela foi posteriormente demolida em 1874, substituída pela estação atual, muito maior, que foi inaugurada em dezembro de 1877. A estação da Commercial Street, cada vez mais isolada da cidade pelo abertura do ramal Redcar, tornou-se um posto de mercadorias, antes de ser demolido.
A estação atual foi projetada pelo arquiteto-chefe da North Eastern Railway, William Peachey, com uma fachada ornamentada em estilo gótico. Por trás disso, existia um telhado geral de design elíptico. Construído em ferro forjado com design treliçado, com vidro cobrindo a metade central e madeira (interna) e ardósia (externa) cobrindo as partes externas. As duas telas finais foram envidraçadas com revestimento de madeira nas bordas externas. O telhado era alto em relação à sua largura.
O teto elíptico foi severamente danificado em um ataque aéreo alemão à luz do dia, ocorrido na tarde de 3 de agosto de 1942. Ele acabou sendo removido em 1954, para ser substituído pelo projeto atual sobre o saguão e as plataformas.
Durante os anos de 2017 e 2018 decorreu uma grande remodelação da estação, com a reparação da cobertura e cantaria da estação, bem como a requalificação do parque de estacionamento da Wood Street. Novas telas de informações também foram instaladas como parte da reforma.
Como parte de uma grande atualização, a Plataforma 2 foi estendida no primeiro semestre de 2021, permitindo um novo serviço direto de Middlesbrough para London King's Cross. Em 13 de dezembro do ano, um veículo London North Eastern Railway Class 800 Azuma partiu da estação às 07h08, o primeiro serviço direto para a capital desde 1988.

## Instalações

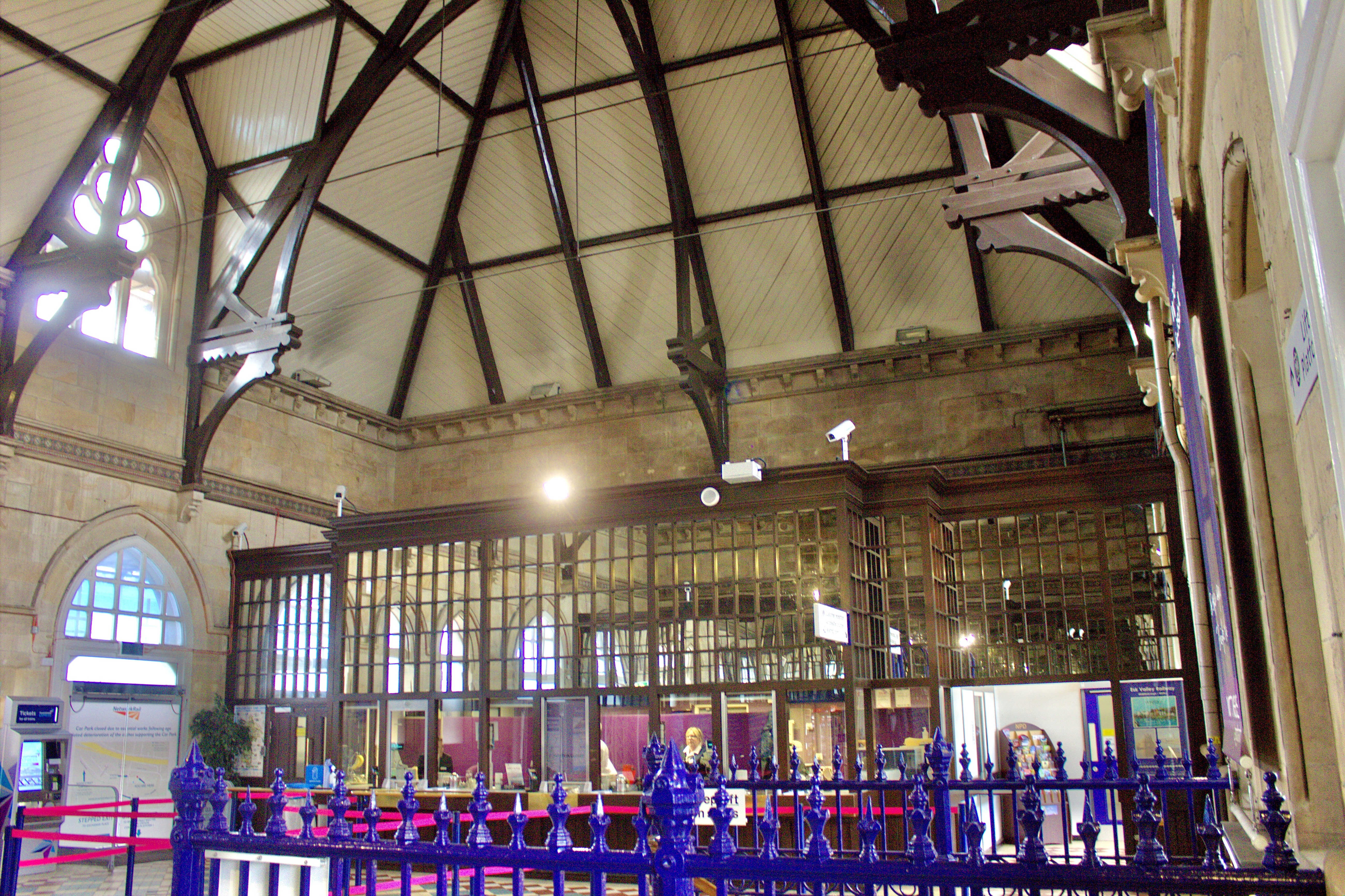
A bilheteria da Estação Middlesbrough

O layout da estação principal consiste em um hall de entrada com bilheteria, um grande saguão/área de espera e duas plataformas cobertas, cada uma subdividida em duas seções. A Plataforma 1 é dividida em duas subplataformas (1a e 1b), assim como a Plataforma 2 (2a e 2b). Duas linhas de carga desviam para o norte da estação.
Ela conta com funcionários e uma variedade de instalações, incluindo um Café/bar, banca de jornal, depósito para bicicletas, banheiros e elevadores. Uma série de telas de informações em toda a estação fornece informações sobre chegadas e partidas de trens.
O estacionamento está situado a leste da estação e pode ser acessado pela Exchange Square ou pela Wood Street, e por uma trilha diretamente para a estação. Um ponto de desembarque está localizado na frente da estação, perto da entrada principal.